# L'ombra del diavolo
(Tagline del film)
L'ombra del diavolo (The Devil's Own) è un film del 1997, l'ultimo diretto da Alan J. Pakula.

## Trama
Frank McGuire, un giovane combattente dell'IRA impegnato nel conflitto nordirlandese, viene inviato a New York per acquistare delle armi. Giunto in America sotto mentite spoglie, viene ospitato da Tom O'Meara, un maturo e semplice poliziotto di origini irlandesi che, insieme alla moglie e alle sue tre figlie, lo accoglie in casa con affetto. Tra i due nasce una forte amicizia: per Tom il giovane diventa quasi il figlio maschio che non ha mai avuto. Ma Frank è in America per comprare delle armi e per questo i servizi segreti inglesi gli danno la caccia per ucciderlo. Quando Tom viene a conoscenza della sua vera identità, lo scontro tra i due è inevitabile; nel frattempo Frank si fa giustizia da solo e tenta di salpare per l'Irlanda coi missili come richiesto, ma Tom lo intercetta nel tentativo di fuga. I due arrivano a una colluttazione armata dove entrambi si feriscono con colpi di pistola, con Tom che prende il timone per fare ritorno sulla terraferma mentre Frank sembra avere la peggio.